# Letargi
Letargi är ett medicinskt symtom som yttrar sig i form av onormal psykisk trötthet och nedsättning av den mentala förmågan, vilket ger den drabbade en känsla av dvala, dock utan att personen är medvetslös. Tillståndet har ofta psykiska orsaker, såsom depression eller drogpåverkan, och kan ses som en variant av fatigue.
I sällsynta fall kan symtomen bero på sömnsjuka (encephalitis lethargica), som kan orsakas av bland annat blodparasiter eller virus som orsakar inflammation i hjärnan (encefalit). Europa drabbades 1918–20 av epidemisk sömnsjuka (Europeisk sömnsjuka).